# Muscolo sfintere anale interno
Nell'anatomia umana il muscolo sfintere anale interno è un anello muscolare che si ritrova nel canale anale per circa 2,5 cm.

## Funzioni
Si tratta di un muscolo involontario, collabora con il muscolo sfintere anale esterno, aiuta nell'azione di espulsione delle feci.

## Patologia
Nella ragade anale può essere sottoposto a spasmi violenti.